# Arabe standard moderne
L’arabe standard moderne est le nom que la majorité des universitaires occidentaux donnent à une variante moderne de la langue arabe, celle qui est enseignée dans les écoles contemporaines et qui est utilisée dans les médias, l'édition ou encore des situations officielles. En arabe, on l'appelle souvent l'arabe pur moderne (العربية الفصحى الحديثة - al-ʿarabiyya al-fuṣḥā al-ḥadīṯa). Cette langue se distingue à la fois de l'arabe classique ancien (langue de la poésie préislamique), de l'arabe coranique (langue du Coran), de l'arabe classique post-coranique (langue de la civilisation arabo-musulmane, l'arabe pur patrimonial ( العربية الفصحى التراث - al-ʿarabiyya al-fuṣḥā al-turāṯ) et de l'arabe dialectal, ou arabe populaire (العربية الدّارجة, al-ʿarabiyyah ad-dārijah).
L'arabe standard moderne et l'arabe classique constituent ensemble l'arabe littéraire, ou arabe littéral. En outre, l'arabe est une langue marquée par la diglossie. En effet, on trouve en arabe deux registres de langue, l'arabe littéral (littéraire) et l'arabe dialectal. De ce fait, l'arabe littéral est considéré comme une langue-toit.

## Spécificité de l'arabe standard moderne

### Évolution de l'arabe classique
L'arabe standard moderne est une variante moderne et standardisée dont la source est l'arabe classique poétique et coranique normalisée par les grammairiens des premiers siècles de l'islam. La modernisation de l'arabe s'est produite au début du XIXe siècle, dans le grand mouvement de renaissance arabe appelé la Nahda (renaissance), essentiellement opérée par des intellectuels syriens, libanais, palestiniens et égyptiens.
Ils procédèrent à l'isti'rab (arabisation), la simplification de la syntaxe et l'introduction de nouveaux mots pour décrire des objets ou des concepts modernes (comme train ou démocratie) par le procédé de l'analogie (al-qiyas). Donc, 60 % du vocabulaire arabe classique actuel est issu de cette modernisation, qui a également affranchi la langue du domaine religieux.
Cette variété d'arabe sécularisée est employée dans la plupart des écrits et, à l'oral, dans les situations officielles ou formelles (discours religieux, politiques, journaux télévisés), dans tous les pays dont l'arabe (sans autre précision) est langue officielle, et comme langue commune entre pays arabes.

### Distinction entre «arabe littéral» et «arabe dialectal»
L'arabe standard moderne se distingue aussi, par diglossie, de l'arabe dialectal, langue vernaculaire parlée au quotidien, expression de l'appropriation de la langue du conquérant par les populations locales, un processus commencé dès les premiers temps de l'expansion de l'islam. Cette variété idiomatique recouvre plusieurs dialectes locaux pouvant varier assez fortement d'un pays à l'autre. Dans tous les pays arabes, la langue nationale est composée des divers dialectes locaux plus ou moins éloignés de l'arabe classique, chacun apportant sa richesse.
Cependant, avec l'élévation du niveau de l'éducation et la modernisation des modes de vie, l'écart entre la langue écrite standard et les langues vernaculaires tend à se réduire. Dans la réalité des échanges linguistiques, il n'y a pas de séparation étanche entre arabe littéral et arabe dialectal, mais plutôt un continuum où dominent les formes mixtes, les locuteurs combinant, de manière variable selon les contextes, des éléments propres à leur parler et d'autres qui sont empruntés à la langue écrite.

## Linguistique
Cette section se veut une présentation générale des différents domaines de l'étude linguistique de l'arabe standard moderne, et chaque section ci-dessous renvoie à un article détaillé qui fournit de plus amples détails en rapport avec chacun de ces aspects linguistiques spécifiques.

### Système phonologique
La prononciation de l'arabe est étudiée par trois sciences linguistiques complémentaires qu'il convient de ne pas confondre, la phonétique, la phonologie, et l'orthophonie. Cette dernière est normative et comprend l'étude de la cantillation des textes arabes liturgiques.

### Grammaire
Elle étudie la formation des mots, la morphologie, et leur composition en phrases, la syntaxe (voir lien vers l'article détaillé ci-dessus).
L'arabe, comme l'hébreu, est une langue sémitique. Leur morphologie fonctionne sur le principe de radicaux, principalement verbaux à trois consonnes (le plus souvent). Des voyelles s'y ajoutent pour former les différentes formes des flexions verbale et nominale ainsi que des dérivés, parfois au moyen d'affixes et d'alternances vocaliques.